# Palmares Paulista
Palmares Paulista es un municipio brasileño del estado de São Paulo. Se localiza a una latitud 21º04'59" sur y a una longitud 48º48'03" oeste, estando a una altitud de 530 metros. La ciudad tiene una población de 10.934 habitantes (IBGE/2010) y área de 82,1 km². Palmares Paulista pertenece a la Microrregión de Catanduva.

## Geografía
Posee un área de 82,1 km².

## Clima
El clima de Palmares Paulista puede ser clasificado como clima tropical de sabana (Aw), de acuerdo con la clasificación climática de Köppen.

### Demografía
Datos del Censo - 2010
Población total: 10.934
- Urbana: 10.619
- Rural: 315
- Hombres: 5.861[5]
- Mujeres: 5.073

Densidad demográfica (hab./km²): 133,14
Mortalidad infantil hasta 1 año (por mil): 13,79
Expectativa de vida (años): 72,36
Tasa de fertilidad (hijos por mujer): 2,49
Tasa de alfabetización: 85,59%
Índice de Desarrollo Humano (IDH-M): 0,765
- IDH-M Salario: 0,671
- IDH-M Longevidad: 0,789
- IDH-M Educación: 0,834

(Fuente: IPEADATA)

### Hidrografía
- Río de la Onça

### Carreteras
- SP-351 - Carretera Comendador Pedro Monteleone.

## Administración
- Prefecto: Juán Camillo (PSB - 2009/2012)
- Viceprefecto: Maria Bernardete Sgarbiero Pavani
- Presidente de la cámara: Sérgio Lopes de Oliveira (2009/2010)